# Joe Connor (Baseballspieler)
Joseph Francis Connor (* 8. Dezember 1874 in Waterbury, Connecticut; † 8. November 1957, ebenda) war ein US-amerikanischer Baseballspieler in der Major League Baseball (MLB).
Connor war auf der Position des Catchers eingesetzt. Sein Debüt gab er am 9. September 1895 für die St. Louis Browns. Während seiner vier Jahre als Profi spielte er bei folgenden fünf Vereinen:
- 1895: St. Louis Browns
- 1900: Boston Beaneaters
- 1901: Milwaukee Brewers
- 1901: Cleveland Blues
- 1905: New York Highlanders

Sein letztes Profispiel bestritt er am 7. Oktober 1905.